# Zamek Książąt Pomorskich w Szczecinku
Zamek Książąt Pomorskich w Szczecinku – średniowieczny zamek książąt pomorskich, znajdujący się w Szczecinku. Południowe skrzydło zamku pochodzi z I połowy XIV wieku i zbudowane zostało w miejscu wcześniejszego grodziska słowiańskiego. W wyniku późniejszych przeróbek (w XVI, XIX i XX wieku) zamek nie zachował swojego pierwotnego charakteru.
Początkowo stał na wyspie jeziora Trzesiecko, lecz po obniżeniu poziomu wód (prace melioracyjne przeprowadzano dwukrotnie w historii miasta: w latach 1780–1784 oraz 1866–1868) znalazł się na półwyspie. U stóp zamku znajduje się zabytkowy Park Miejski założony w latach 1875–1903.
Pod koniec XVIII wieku w zabudowaniach zamku uruchomiono manufakturę pasów brzusznych, następnie od początku XIX wieku mieścił się tu szpital i przytułek. Po wojnie zamek zajmowało wojsko, następnie był domem wycieczkowym. W kwietniu 1996 roku został sprzedany, obecnie zamek został przerobiony na biurowiec, wjazd na dziedziniec dla osób postronnych praktycznie niemożliwy.
W 2011 rozpoczęto restaurację zabytkowego, południowego skrzydła Zamku. Uroczyste otwarcie obiektu miało miejsce 14 września 2013. Zamek pełni funkcję siedziby Centrum Konferencyjnego ZAMEK.

## Kalendarium
- 1310 – na polecenie księcia Warcisława IV rozpoczęto wznoszenie zamku, siedziby książęcych starostów
- 1356–1364 – istniejące zabudowania rozebrano i od strony jeziora wzniesiono murowane skrzydło południowe, zwane później domem rycerskim
- 1409 – antypolski zjazd z udziałem wielkiego mistrza Ulryka von Jungingen, oraz książąt Świętobora I szczecińskiego i Bogusława VIII słupskiego
- 1423 – kolejny antypolski zjazd z udziałem m.in. Eryka I króla Danii, Szwecji i Norwegii, wielkiego mistrza krzyżackiego Paula von Russdorff, oraz książąt zachodniopomorskich Ottona II szczecińskiego, Kazimierza V szczecińskiego, Warcisława IX wołogoskiego, Barnima VII wołogoskiego i Bogusława IX słupskiego
- 1457 (?) – na zamku zatrzymał się wielki mistrz krzyżacki Ludwig von Erlichshausen
- 1459–1474 – za czasów księcia Eryka II od strony miasta wzniesiono skrzydło północne zwane skrzydłem bramnym
- 1606 – zamek stał się wdowim wianem żon książąt zachodniopomorskich
- 1606–1616 – na zamku zamieszkała księżna Anna, wdowa po Bogusławie XIII
- 1612 – w czasie wykonywania pomiarów do swej Wielkiej Mapy Księstwa Pomorskiego, na zamku zamieszkał Eilhardus Lubinus
- 1623 – na zamku zamieszkała księżna Jadwiga brunszwicka wdowa po księciu Ulryku, bardzo zasłużona dla miasta
- 1707 (?) – na zamku miał mieszkać przez dłuższy czas Karol Radziwiłł

## Szlaki turystyczne
Przez park miejski obok zamku prowadzi pięć szlaków rowerowych:
 – niebieski szlak rowerowy dookoła Jeziora Trzesiecko
 – żółty szlak rowerowy Zaczarowane Pejzaże,
 – czarny szlak rowerowy Nizica,
 – czerwony szlak rowerowy Jeziora Szczecineckie,
 – zielony szlak rowerowy Dolina Parsęty.